# Cesare Lombroso

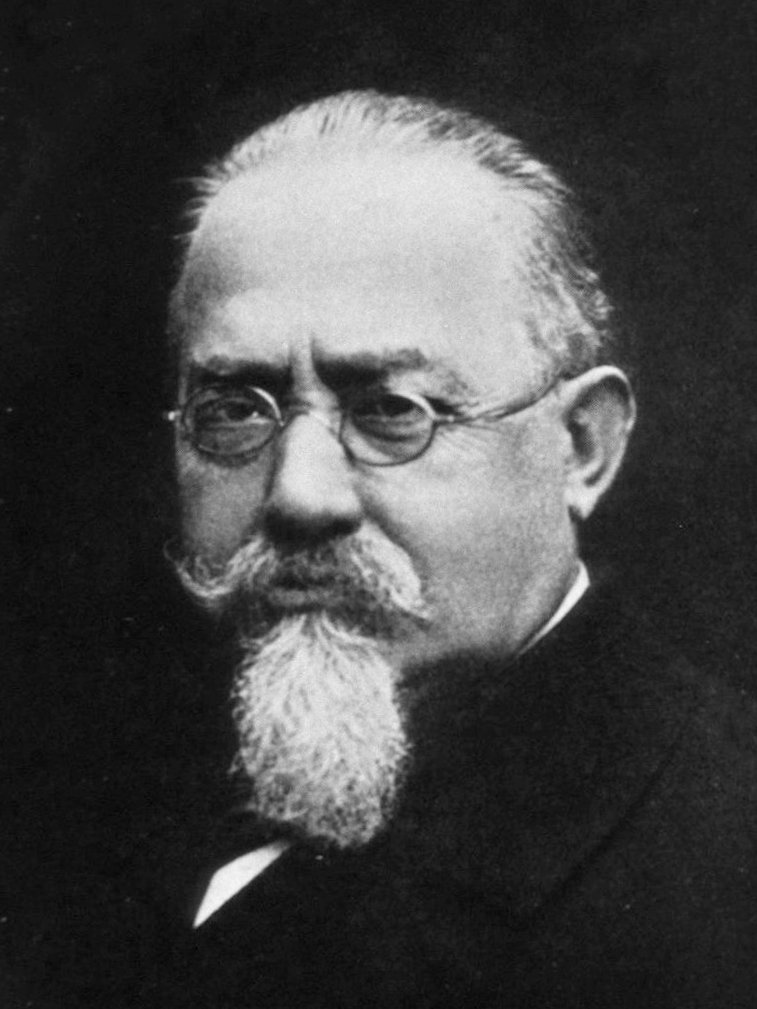
Cesare Lombroso

Ezechia Marco Lombroso, cunoscut ca Cesare Lombroso, (n. 6 noiembrie 1835, Verona, Italia – d. 19 octombrie 1909, Torino, Italia) a fost un criminolog și medic italian.
A fost fondator al Școlii Italiene Pozitiviste de Criminologie.
Este cunoscut pentru teoria pe care a elaborat-o în domeniul criminologiei și care a avut la bază darwinismul social și pozitivismul lui Auguste Comte.
Astfel, el considera criminalul ca având înnăscută tendința spre infracțiune care poate fi observabilă în cadrul trăsăturilor fizice ale feței.
Ulterior, această teorie avea să fie contestată, fiind infirmată de rezultatele științifice.